# Сальм, Констанция де
Принцесса Констанция-Мария Сальм-Дик или Констанция де Сальм (фр. Constance Marie de Théis или фр. Constance Marie von Salm-Dyck; 7 сентября 1767, Нант — 13 апреля 1845[…], Париж) — французская писательница, поэтесса, драматург и редактор; хозяйка литературного салона. Известна также по прозвищам: «Boileau des femmes» и «Muse de la Raison».

## Биография
Констанция-Мария де Тейс родилась в 1767 году в городе Нанте и происходила из древнего дворянского пикардийского рода (фр. de Théis); была крещена в приходе Сен-Симильен.
Её отец, Мари-Александр де Тейс, был поэтом, который в основном писал комедии, но когда Констанция была ещё совсем юной, он ушёл на пенсию, их семья переехала в Пикардию, в родовую резиденцию, где она получила «блестящее образование», став «первой женщиной, поступившей в лицей искусств». В возрасте пятнадцати лет она говорила на нескольких языках и выучила музыкальную композицию. Она также рано проявила интерес к литературе, особенно к поэзии.
В 1789 году она вышла замуж за Жана-Батиста Пипле де Лери (фр. Jean-Baptiste Pipelet de Leury) — хирурга, чей отец был удостоен дворянства по личному повелению короля Франции, и обосновалась в Париже, где некоторые её произведения были опубликованы в «Almanach des Muses» и других периодических печатных изданиях.
В 1794 году театр на улице Лувуа представил её произведение «Сапфо, трагедия схватки песнопений» — лирическую трагедию в трёх действиях и в стихах на музыку Жана-Поля Эжида Мартини. Это произведение, которому предшествовало точное описание жизни Сапфо, имело большой успех и было исполнено более сотни раз, что для столицы означало грандиозный успех. Она посвятила его своему отцу, который умер в 1796 году. Одновременно она продолжала поставлять свои труды в газеты. Вскоре она нашла себе место в высшем рейтинге женщин-поэтов, написав серию стихотворений, которые она назвала «Epitres» («Послания»), первым из которых в 1797 году было «Epitre aux femmes» («Послание к женщине») и наиболее заметный — «Epitre surl’aveuglementdu siecle» («О слепоте этого века»). Другие включали «Messoixanto ana» (1833), «Les vingt-quatre heures d’une femme sensible», «Pensdes» и «Cantate sur le manage de Napoleon». Поэтические «Послания», «Драмы» и другие различные произведения в стихах, прочитанные Пипле в парижском Атенее и впоследствии опубликованные, снискали ей почётную репутацию в литературном мире. Она также опубликовала несколько баллад, мелодии и аккомпанемент к которым нередко сочиняла сама.
В 1799 году Констанция де Сальм развелась с мужем; она написала об этом в статье под названием «Le Divorce, ou Conseils dune Mère a sa Fille» («Развод, или Совет матери дочери»). В 1800 году она, по всей видимости, ещё не оправилась от семейных неурядиц и её драма «Камилла, дружба и неосторожность» была снята сразу после её премьеры из-за плохого приёма публикой; после такого провала она больше никогда не писала для сцены.
В 1803 году она вышла замуж за графа Йозефа Сальма-Райффершайдта-Дика, владельца замка Дик, который в 1816 году принял титул принца; после этого брака она была титулована как «Принцесса де Сальм». Она жила то в поместьях мужа, то в Германии, то в Париже, где своим остроумием, красноречием и любезными манерами сплотила вокруг себя элиту художников и литераторов.
Многочисленные произведения де Сальм были напечатаны Дидо в 1811 году под названием «Poésies de la princesse Constance de Salm» («Стихи принцессы Констанции Сальмской») в Париже, а более полное издание вышло в 1817 году.
По оценкам критиков, поэтические произведения принцессы Сальм отличаются твердым и откровенным темпом, силой мысли, философским духом и привычкой употреблять надлежащее слово, что способствует приданию её стилю ясности, естественности и энергичности, не лишая при этом изящества и шарма.
В июне 1833 года де Сальм опубликовала свои мемуары: «Mes Soixante ans, ou Mes Souvenirs politiques et litteraires» («Мои шестьдесят лет, или Мои политические и литературные воспоминания»), которые вызвали противоречивые отзывы и в прессе и у читателей.
В 1842 году впервые вышло полное собрание её сочинений.
Принцесса Констанция де Сальм скончалась 13 апреля 1845 года в городе Париже и была похоронена 15 апреля 1845 года на кладбище Пер-Лашез.

## Публикации на русском языке
- Двадцать четыре часа чувствительной женщины, или Важный урок — СПб., 1831.